# ラスト・キング 王家の血を守りし勇者たち
ラスト・キング 王家の血を守りし勇者たち（The Last King）は、実話をもとにしたリーザ・ルンガ・ラーセンの小説『雪原の勇者 ノルウェーの兵士ビルケバイネルの物語』を原作にニルス・ガウプ監督が手掛けたノルウェーの映画。公開日は2016年2月6日。

## 概要
1204年、デンマークがノルウェー東部襲撃後、ホーコン3世の遺児で赤子である王子のホーコン4世を守るビルケバイネルたちの奮闘する勇姿と王子の命を狙う対立派の物語。逃走劇としては珍しく、雪の国で繰り広げられるスキーの逃亡シーンが多い。

## キャスト
シェルヴァルド
演 - ヤーコブ・オフテブロ、声 - 桐本拓哉
ビルケバイネルの一人で、正統な王子を対立派から守るため、別の村へ移す逃亡の役目を担う。その姿を裏切り者に目撃されており、退役し妻子と共に暮らしていたところ、対立派から襲撃される。王子の居所を聞き出そうとする対立派に妻子の命を握られた為、止む無く口を割るも妻子は殺されてしまう。何とか逃走し、王子を守っていたビルケバイネルの仲間の元へ知らせに行くと、裏切り者と非難され処刑されそうになるが、対立派の急襲に遭い、トリシュテンと共に王子の逃亡を助ける。家族を殺された復讐心と大義の狭間で王子とその母親を守り抜いていこうとする。
トリシュテン
演 - クリストファー・ヒヴュ、声 - 梅津秀行
ビルケバイネルの一人でシェルヴァルドと仲が良い。対立派に王子の居所を吐いてしまったシェルヴァルドを糾弾する仲間から、シェルバルドの処刑を求められるが断り、シェルヴァルドと共に王子を守り行動する。
ホーコン王子/ホーコン4世
王家の血を引く前王の唯一の王子で隠し子。まだ赤ん坊であるが、対立派から命を狙われている。実在の人物。
インガ
演 - アン・ウリモーエン・オベリ
ホーコン王の妾。ホーコン4世の母親。実在する人物。
ホーコン王/ホーコン3世
演 - ベンヤミン・ヘールスター
ギスレに唆されたマルグレーテ皇太后により毒殺される。ホーコン王子の父親。実在するノルウェー王。
インゲ
演 - ソルビョルン・ハール
ホーコン王の死の間際、隠し子の王子を次期王にと託される。王を毒殺し逃亡したマルグレーテ皇太后の裏に黒幕がいるはずと城中の者たちを疑い城の出入りを禁じる。王の息子がいなくなると実の王の息子でなくとも王位継承が可能となり、その場合の筆頭継承者であることから王の死で最も恩恵を受ける者として疑われ、ギスレによって投獄される。ギスレとは兄弟。
ギスレ伯爵
演 - ポール・スヴェーレ・ハーゲン
対立派の代表格。マルグレーテ皇太后を懐柔し、ホーコン王を毒殺させた。王の死後は王子の命を狙い、王となって後継ぎを儲けるためクリスティンを妻にしようとする。インゲの弟。
マルグレーテ皇太后
スウェーデン国王と婚姻し再び王妃になることを約束され、ギスレからホーコン王の毒殺を指示される。ホーコン王のワインに毒を盛り、娘のクリスティンを城に放置してスウェーデンへ逃走する。
クリスティン
マルグレーテ皇太后とスヴェレ王の娘。ホーコン王の毒殺を企むギスレと母の密談を盗み聞きしてしまう。母から何も聞かなかったことにするよう言い含められ、その通りにしたもののギスレに勘づかれ結婚を承諾させられていた。投獄されたインゲを助け出そうとギスレと情を交わし鍵を盗むが、ギスレに捕まってしまう。
エギル
ビルケバルド最強だった父親をもつ青年。インガの逃走や見張りを任される。
アーランド
演 - スティグ・ヘンリク・ホルフ
元ビルケバルド最強の戦士だったという農夫。王子一行が身を寄せていた家の主。
アウドゥン
演 - ヤップ・ベック・ラウセン
元ビルケバルド。二手に分かれた王子一行が落ち合う家の主。トリシュテンに刺さった矢を抜き、シェルヴァルドの意向を汲み戦士達を集めて共に戦う。
アスラック
演 - アンダース・ダールバーグ
ストーレ
対立派に通じていたビルケバルド。
オルム
演 - ニコライ・リー・カース
王子一行を追う対立派のリーダー格。